# Colonizarea Americii de Sud
Colonizarea Americii de Sud a reprezentat procesul colonizării continentului dat de către europeni. A avut loc, în general, odată cu Colonizarea Americii de Nord, dar cu o oarecare întârziere față de aceasta datorată faptului că europenii au asimilat mai întâi teritoriul actualelor Mexic și SUA și apoi teritoriile situate mai la sud. Spania și Portugalia au împărțit zona în sfere de influență în secolul 16. Ulterior, la începutul secolului 19 statele de aici și-au proclamat independența. 